# 関西学生バスケットボール連盟
関西学生バスケットボール連盟（かんさいがくせいバスケットボールれんめい）は、関西地区の2府4県に所在する大学男子バスケットボール部により構成された競技運営団体である。連盟事務局は大阪市中央区に所在している。

## 歴史
関西学連の結成は、大正15年（1926年）、京都帝国大学、同志社大学、第三高等学校、関西学院、大阪高等学校、神戸高等商業学校、甲南高等学校の7校の学生が、関西学生籠球連盟を作るべく大阪朝日新聞社に集まり、連盟結成のために会議を行ったことに始まる。関西学連設立のための関西学生籠球連盟懇談会が発足し、その後、昭和2年（1927年）に各校の代表者が規約を作成し、正式に関西学生籠球連盟が設立された。その年の9月、第1回関西学連秋季リーグ戦が開始された。
昭和55年（1980年）に、関西学連より関西女子学生バスケットボール連盟が独立したため、現在は男子学生の連盟となっている。

## 設立理念
競技を通じての学生同士の交流やバスケットボールの普及をもとに、関西の地において大学スポーツ組織の継承と成長が掲げられている。

## 概要
昭和40年代以降、関西に所在する大学数の増加とともにチーム登録数が増大し、2007年度には70大学の登録を数え、関東大学バスケットボール連盟に次ぐ大きな規模となっている。また、韓国の漢陽大学校と関西学生選抜チームとの交流戦「日韓学生親善バスケットボール交流戦」を1974年より30年以上続け、平成9年度（1997年度）より開催している「日本男子学生選抜バスケットボール大会」への出場や、関西学生選抜を2部リーグ以下にも広げ、対抗戦をおこなう「関西学生バスケットボール・カーニバル」の開催など、関西学生選抜チームの組成を機軸とした強化を進めている。
また、近年関西学生リーグ戦のリーグ方式見直しを中心に、平成11年度（1999年度）以降から、各ディビジョンの再編を積極的に行っている。従来12チーム構成だったリーグ編成を、平成21年度（2009年）より、各ディビジョン8チームの「エイトリーグ」方式となる。（下部組織に一部例外あり。）

## 主な大会

### 関西学生選手権大会
- 通称「全関西」「全関」などと呼ばれるトーナメント戦。関西全域の大学(60校以上)が参加し、年度で最初の大会となる。毎年4月末から始まり、ELITE8からは順位決定戦をゴールデンウィーク期間に東淀川体育館で開催される。

全日本大学バスケットボール新人戦 関西予選

### リーグ戦
- 現在は1部から4部まで(3部は2ブロック、4部は4ブロックに分かれる 。)で各ディビジョン12チーム（3部は16チーム、4部は加盟校数に応じて検討)で構成されリーグ戦を行う。全日本大学バスケットボール選手権大会の予選も兼ねる。過去は6チーム、8チーム、12チームと部構成が変化しており、2007年は12チームで総当たり1ラウンドと上位リーグと下位リーグに分かれて6チームでリーグ戦を行う2ラウンド方式であった。2008年は12チームで1回戦総当り方式であったが、2009年からエイトリーグ（8チーム構成）となり2回総当たり方式となった。2010年も2009年と同じ方式となる。入れ替え戦あり。
- 1部リーグでの最多優勝校は京都産業大学（19回）、次いで関西学院大学（14回）となっている（2010年度時点）。

### インカレチャレンジマッチ
- 全日本大学バスケットボール選手権大会（インカレ）出場権は関西学生リーグ戦で1部4位まで（他学連との登録チーム数の比率によって変動する。2009年関西学連枠は4チーム）が自動的に出場権を得る。2009年はインカレが関西学連主幹で行われるため、開催地枠で出場できる1枠が増えたため出場権を争うチャレンジマッチが開催された。1部5位から6部までのすべてのチームに挑戦権が与えられた。チャレンジマッチ決勝戦は11月3日。

### 関西学生バスケットボール秋季トーナメント
- 原則1，2，3回生によるトーナメント戦。かつては関西学生バスケットボール新人戦であったが、全日本大学バスケットボール新人戦の開始に伴って、現在の大会名となった。11月中旬から12月中旬に開催されている。

### 関西学生バスケットボール・カーニバル
- 2006年から日韓学生親善バスケットボール交流戦と組み合わせて開催される各ディビジョン選抜チーム対抗のオールスターゲーム。2006年は関西選抜、関西新人選抜、2部選抜、3部選抜、4部選抜が構成され関西選抜は漢陽大学校とゲームを行い、それ以外の選抜チームはトーナメント戦を行い、関西新人選抜が優勝した。2007年、2008年は1部選抜、2部選抜、3部選抜、4部選抜でのトーナメント戦と関西選抜と漢陽大学校とのゲームを行い1部選抜が連覇している。毎年6月中旬頃に開催される。2009年は不開催。2010年は6月27日に近畿大学記念会館にて第4回が開催される。9:30- 学連若者チームvs学連おじんズ、11:00- Aコート3部AB4部A選抜交流戦 Bコート4部B5部AB6部交流戦、14:00-1部2部選抜vs関西新人選抜、16:00-第36回日韓学生バスケットボール定期戦 第3戦 関西学生選抜vs漢陽大學。

### 西日本学生選手権大会
- 西日本学生バスケットボール連盟（関西学連、北信越学連、東海学連、中国学連、四国学連、九州学連）とデイリースポーツとの共同主催の大会。オープンエントリーであるため短期間で行うトーナメント戦としては日本最大規模の参加チーム数を誇る大会である。1951年（昭和26年）に第一回大会が開催され2010年で59回を数える。2008年(平成20年)は113チームであった。2009年(平成21年）は大会直前に関西圏で新型インフルエンザが発生したため中止した。西日本学生バスケットボール連盟が主催だが、関西学連が主管しているため、毎年5月末から6月初旬にかけて大阪府立体育会館、大阪市中央体育館にて開催される。

### 参加校（2023年結果）
1部
1. 大阪産業大学
2. 京都産業大学
3. 天理大学
4. 神戸医療未来大学
5. 大阪体育大学
6. 大阪学院大学
7. 近畿大学
8. 同志社大学
9. 関西学院大学
10. 立命館大学
11. 大阪経済大学
12. 龍谷大学

2部
1. 関西大学
2. びわこ成蹊スポーツ大学
3. 流通科学大学
4. 大阪教育大学
5. 大阪国際大学
6. 神戸学院大学
7. 甲南大学
8. 阪南大学
9. 大阪商業大学
10. 芦屋大学
11. 大阪大学
12. 神戸大学

3部
1. 桃山学院教育大学
2. 大阪工業大学
3. 京都教育大学
4. 大阪公立大学杉本キャンパス
5. 桃山学院大学
6. 和歌山大学
7. 大阪公立大学中百舌鳥キャンパス
8. 関西外国語大学
9. 摂南大学
10. 京都大学
11. 追手門学院大学
12. 滋賀大学教育学部
13. 大阪大谷大学
14. 佛教大学
15. 大和大学
16. 神戸市外国語大学

4部
1. 四天王寺大学
2. 兵庫県立大学姫路キャンパス
3. 太成学院大学
4. 明治国際医療大学
5. 畿央大学
6. びわこ学院大学
7. 兵庫県立大学神戸キャンパス
8. 大阪経済法科大学
9. 京都外国語大学
10. 森ノ宮医療大学
11. 大手前大学
12. 大阪成蹊大学
13. 兵庫大学
14. 近畿大学生物理工学部
15. 兵庫教育大学
16. 大阪電気通信大学
17. 滋賀県立大学
18. 関西福祉科学大学
19. 京都美術工芸大学
20. 京都工芸繊維大学
21. 京都文教大学
22. 京都精華大学
23. 奈良教育大学
24. 奈良大学
25. 大谷大学
26. 関西福祉大学
27. 神戸国際大学
28. 京都橘大学

## 休会
- 大阪芸術大学
- 帝塚山大学
- 姫路獨協大学
- 相愛大学

## 歴代順位表

### 1部リーグ(1946年〜)
| 年度 | 優勝       | 2位        | 3位        | 4位        | 5位        | 6位        | 7位        | 8位        | 9位        | 10位       | 11位       | 12位       |
| ---- | ---------- | ---------- | ---------- | ---------- | ---------- | ---------- | ---------- | ---------- | ---------- | ---------- | ---------- | ---------- |
| 1946 | 京都大     | 同志社大   | 大阪大     | 関西学院大 | 神戸大     | 関西大     | 大阪市立大 |            |            |            |            |            |
| 1947 | 京都大     | 関西学院大 | 同志社大   | 神戸大     | 関西大     | 大阪大     | 大阪市立大 |            |            |            |            |            |
| 1948 | 同志社大   | 関西大     | 関西学院大 | 京都大     | 神戸大     | 大阪市立大 |            |            |            |            |            |            |
| 1949 | 関西大     | 同志社大   | 京都大     | 関西学院大 | 神戸大     | 大阪市立大 |            |            |            |            |            |            |
| 1950 | 関西学院大 | 関西大     | 同志社大   | 京都大     | 神戸大     | 立命館大   |            |            |            |            |            |            |
| 1951 | 関西大     | 関西学院大 | 京都大     | 神戸大     | 立命館大   | 同志社大   |            |            |            |            |            |            |
| 1952 | 関西学院大 | 関西大     | 同志社大   | 神戸大     | 立命館大   | 京都大     |            |            |            |            |            |            |
| 1953 | 関西学院大 | 同志社大   | 関西大     | 立命館大   | 神戸大     | 京都大     |            |            |            |            |            |            |
| 1954 | 関西学院大 | 同志社大   | 立命館大   | 関西大     | 大阪市立大 | 神戸大     |            |            |            |            |            |            |
| 1955 | 立命館大   | 関西学院大 | 同志社大   | 関西大     | 大阪市立大 | 京都大     |            |            |            |            |            |            |
| 1956 | 関西大     | 関西学院大 | 同志社大   | 立命館大   | 大阪市立大 | 大阪工業大 |            |            |            |            |            |            |
| 1957 | 関西学院大 | 同志社大   | 立命館大   | 甲南大     | 関西大     | 大阪市立大 |            |            |            |            |            |            |
| 1958 | 関西学院大 | 同志社大   | 関西大     | 甲南大     | 立命館大   | 神戸大     |            |            |            |            |            |            |
| 1959 | 同志社大   | 関西大     | 関西学院大 | 甲南大     | 立命館大   | 神戸大     |            |            |            |            |            |            |
| 1960 | 関西学院大 | 甲南大     | 同志社大   | 関西大     | 立命館大   | 近畿大     |            |            |            |            |            |            |
| 1961 | 関西大     | 同志社大   | 関西学院大 | 近畿大     | 甲南大     | 立命館大   |            |            |            |            |            |            |
| 1962 | 甲南大     | 同志社大   | 関西大     | 関西学院大 | 近畿大     | 立命館大   |            |            |            |            |            |            |
| 1963 | 甲南大     | 大阪商業大 | 同志社大   | 関西大     | 近畿大     | 関西学院大 |            |            |            |            |            |            |
| 1964 | 同志社大   | 関西大     | 甲南大     | 大阪商業大 | 関西学院大 | 近畿大     |            |            |            |            |            |            |
| 1965 | 同志社大   | 大阪商業大 | 関西大     | 立命館大   | 甲南大     | 関西学院大 |            |            |            |            |            |            |
| 1966 | 甲南大     | 大阪商業大 | 同志社大   | 関西大     | 近畿大     | 立命館大   |            |            |            |            |            |            |
| 1967 | 大阪商業大 | 同志社大   | 関西大     | 甲南大     | 近畿大     | 関西学院大 |            |            |            |            |            |            |
| 1968 | 関西大     | 大阪商業大 | 甲南大     | 同志社大   | 関西学院大 | 近畿大     |            |            |            |            |            |            |
| 1969 | 関西大     | 大阪商業大 | 同志社大   | 関西学院大 | 近畿大     | 甲南大     |            |            |            |            |            |            |
| 1970 | 大阪商業大 | 同志社大   | 関西大     | 関西学院大 | 甲南大     | 近畿大     | 京都産業大 | 大阪市立大 |            |            |            |            |
| 1971 | 同志社大   | 大阪商業大 | 関西大     | 大阪市立大 | 京都産業大 | 関西学院大 | 近畿大     | 甲南大     |            |            |            |            |
| 1972 | 同志社大   | 大阪商業大 | 関西学院大 | 大阪体育大 | 近畿大     | 京都産業大 | 関西大     | 大阪市立大 |            |            |            |            |
| 1973 | 大阪商業大 | 同志社大   | 関西学院大 | 大阪体育大 | 京都産業大 | 近畿大     | 大阪市立大 | 大阪大     |            |            |            |            |
| 1974 | 大阪商業大 | 関西学院大 | 同志社大   | 大阪体育大 | 近畿大     | 京都産業大 | 大阪市立大 | 大阪大     |            |            |            |            |
| 1975 | 関西学院大 | 京都産業大 | 大阪商業大 | 大阪体育大 | 同志社大   | 近畿大     | 龍谷大     | 神戸大     |            |            |            |            |
| 1976 | 同志社大   | 京都産業大 | 大阪商業大 | 近畿大     | 大阪体育大 | 関西学院大 | 甲南大     | 大阪大     |            |            |            |            |
| 1977 | 京都産業大 | 大阪商業大 | 同志社大   | 大阪市立大 | 大阪体育大 | 近畿大     | 天理大     | 関西学院大 |            |            |            |            |
| 1978 | 大阪商業大 | 京都産業大 | 同志社大   | 大阪体育大 | 関西大     | 近畿大     | 天理大     | 大阪市立大 |            |            |            |            |
| 1979 | 京都産業大 | 大阪商業大 | 同志社大   | 大阪体育大 | 関西大     | 近畿大     | 大阪市立大 | 立命館大   |            |            |            |            |
| 1980 | 京都産業大 | 大阪商業大 | 同志社大   | 大阪体育大 | 近畿大     | 京都教育大 | 関西大     | 大阪経済大 |            |            |            |            |
| 1981 | 同志社大   | 京都産業大 | 大阪商業大 | 大阪体育大 | 近畿大     | 立命館大   | 天理大     | 京都教育大 |            |            |            |            |
| 1982 | 同志社大   | 京都産業大 | 大阪商業大 | 大阪体育大 | 近畿大     | 天理大     | 立命館大   | 京都教育大 |            |            |            |            |
| 1983 | 京都産業大 | 大阪商業大 | 同志社大   | 天理大     | 近畿大     | 大阪体育大 | 大阪市立大 | 大阪経済大 |            |            |            |            |
| 1984 | 大阪商業大 | 京都産業大 | 同志社大   | 天理大     | 大阪体育大 | 近畿大     | 大阪経済大 | 大阪市立大 |            |            |            |            |
| 1985 | 京都産業大 | 同志社大   | 大阪商業大 | 近畿大     | 天理大     | 大阪体育大 | 大阪経済大 | 大阪市立大 |            |            |            |            |
| 1986 | 同志社大   | 京都産業大 | 大阪体育大 | 大阪商業大 | 天理大     | 近畿大     | 摂南大     | 関西学院大 |            |            |            |            |
| 1987 | 京都産業大 | 同志社大   | 大阪商業大 | 近畿大     | 天理大     | 大阪体育大 |            |            |            |            |            |            |
| 1988 | 京都産業大 | 大阪商業大 | 大阪体育大 | 同志社大   | 近畿大     | 天理大     |            |            |            |            |            |            |
| 1989 | 京都産業大 | 大阪商業大 | 立命館大   | 同志社大   | 大阪体育大 | 天理大     |            |            |            |            |            |            |
| 1990 | 大阪商業大 | 京都産業大 | 近畿大     | 同志社大   | 立命館大   | 大阪体育大 | 天理大     | 大阪経済大 |            |            |            |            |
| 1991 | 京都産業大 | 大阪商業大 | 近畿大     | 大阪体育大 | 立命館大   | 同志社大   | 大阪経済大 | 天理大     |            |            |            |            |
| 1992 | 京都産業大 | 近畿大     | 大阪体育大 | 大阪商業大 | 同志社大   | 立命館大   | 大阪経済大 | 天理大     |            |            |            |            |
| 1993 | 京都産業大 | 立命館大   | 同志社大   | 近畿大     | 大阪体育大 | 大阪商業大 | 関西大     | 大阪経済大 |            |            |            |            |
| 1994 | 京都産業大 | 同志社大   | 立命館大   | 流通科学大 | 近畿大     | 大阪体育大 | 関西学院大 | 大阪商業大 |            |            |            |            |
| 1995 | 京都産業大 | 流通科学大 | 立命館大   | 同志社大   | 大阪体育大 | 近畿大     | 大阪産業大 | 関西大     |            |            |            |            |
| 1996 | 京都産業大 | 同志社大   | 立命館大   | 近畿大     | 大阪商業大 | 天理大     | 流通科学大 | 大阪経済大 | 大阪産業大 | 関西学院大 | 大阪体育大 | 関西大     |
| 1997 | 京都産業大 | 同志社大   | 近畿大     | 天理大     | 大阪商業大 | 立命館大   | 摂南大     | 大阪経済大 | 関西学院大 | 流通科学大 | 大阪産業大 | 龍谷大     |
| 1998 | 関西学院大 | 京都産業大 | 天理大     | 大阪経済大 | 大阪商業大 | 立命館大   | 近畿大     | 同志社大   | 甲南大     | 流通科学大 | 大阪体育大 | 摂南大     |
| 1999 | 京都産業大 | 同志社大   | 関西学院大 | 大阪商業大 | 近畿大     | 天理大     | 立命館大   | 流通科学大 | 大阪経済大 | 甲南大     | 大阪産業大 | 神戸大     |
| 2000 | 近畿大     | 大阪商業大 | 同志社大   | 関西学院大 | 京都産業大 | 立命館大   | 天理大     | 甲南大     | 大阪経済大 | 大阪体育大 | 流通科学大 | 龍谷大     |
| 2001 | 大阪商業大 | 近畿大     | 関西学院大 | 大阪産業大 | 京都産業大 | 天理大     | 立命館大   | 甲南大     | 同志社大   | 大阪学院大 | 大阪体育大 | 大阪経済大 |
| 2002 | 京都産業大 | 大阪産業大 | 近畿大     | 大阪商業大 | 龍谷大     | 甲南大     | 流通科学大 | 立命館大   | 関西学院大 | 天理大     | 同志社大   | 大阪学院大 |
| 2003 | 近畿大     | 京都産業大 | 甲南大     | 関西学院大 | 天理大     | 大阪産業大 | 大阪商業大 | 立命館大   | 大阪体育大 | 大阪経済大 | 龍谷大     | 流通科学大 |
| 2004 | 京都産業大 | 近畿大     | 大阪産業大 | 甲南大     | 大阪商業大 | 関西大     | 関西学院大 | 大阪体育大 | 天理大     | 立命館大   | 大阪経済大 | 同志社大   |
| 2005 | 近畿大     | 京都産業大 | 関西大     | 大阪産業大 | 大阪体育大 | 大阪学院大 | 天理大     | 甲南大     | 立命館大   | 関西学院大 | 大阪商業大 | 流通科学大 |
| 2006 | 京都産業大 | 大阪学院大 | 大阪商業大 | 大阪体育大 | 近畿大     | 立命館大   | 関西大     | 大阪産業大 | 天理大     | 関西学院大 | 甲南大     | 同志社大   |
| 2007 | 近畿大     | 関西学院大 | 天理大     | 大阪学院大 | 京都産業大 | 大阪産業大 | 大阪体育大 | 立命館大   | 関西大     | 甲南大     | 神戸大     | 大阪商業大 |
| 2008 | 天理大     | 同志社大   | 立命館大   | 京都産業大 | 関西大     | 関西学院大 | 大阪産業大 | 甲南大     | 大阪体育大 | 神戸大     | 近畿大     | 大阪学院大 |
| 2009 | 天理大     | 京都産業大 | 立命館大   | 関西大     | 関西学院大 | 同志社大   | 大阪商業大 | 大阪産業大 |            |            |            |            |
| 2010 | 天理大     | 関西学院大 | 京都産業大 | 関西大     | 立命館大   | 同志社大   | 大阪商業大 | 大阪産業大 |            |            |            |            |
| 2011 | 京都産業大 | 天理大     | 関西学院大 | 同志社大   | 関西大     | 大阪商業大 | 立命館大   | 近畿大     |            |            |            |            |
| 2012 | 近畿大     | 大阪学院大 | 関西学院大 | 同志社大   | 天理大     | 立命館大   | 京都産業大 | 大阪産業大 | 関西大     | 大阪商業大 |            |            |
| 2013 | 天理大     | 近畿大     | 京都産業大 | 大阪学院大 | 同志社大   | 関西学院大 | 立命館大   | 大阪産業大 | 流通科学大 | 大阪体育大 |            |            |

### 2部リーグ(1987年〜)
| 年度 | 優勝       | 2位        | 3位                  | 4位                  | 5位                  | 6位            | 7位                  | 8位                  | 9位            | 10位         | 11位           | 12位           | 13位         | 14位         | 15位           | 16位         |
| ---- | ---------- | ---------- | -------------------- | -------------------- | -------------------- | -------------- | -------------------- | -------------------- | -------------- | ------------ | -------------- | -------------- | ------------ | ------------ | -------------- | ------------ |
| 1987 | 立命館大   | 関西大     | 京都大               | 神戸学院大           | 大阪経済大           | 桃山学院大     | 関西学院大           | 大阪工業大           | 大阪教育大     | 甲南大       | 神戸大         | 阪南大         | 摂南大       | 京都教育大   | 大阪大         | 大阪市立大   |
| 1988 | 大阪経済大 | 立命館大   | 神戸大               | 桃山学院大           | 神戸学院大           | 京都大         | 関西学院大           | 大阪工業大           | 関西外国語大   | 関西大       | 京都教育大     | 大阪教育大     | 甲南大       | 阪南大       | 摂南大         | 大阪市立大   |
| 1989 | 近畿大     | 大阪経済大 | 関西学院大           | 大阪教育大           | 神戸大               | 京都教育大     | 関西外国語大         | 甲南大               | 関西大         | 京都大       | 桃山学院大     | 大阪府立大     | 神戸学院大   | 大阪工業大   | 阪南大         | 大阪市立大   |
| 1990 | 大阪産業大 | 関西大     | 関西学院大           | 京都大               | 神戸大               | 大阪工業大     | 神戸学院大           | 関西外国語大         | 桃山学院大     | 大阪教育大   | 京都教育大     | 甲南大         | 阪南大       | 大阪府立大   | 大阪市立大     | 神戸商科大   |
| 1991 | 関西大     | 大阪教育大 | 神戸大               | 大阪産業大           | 関西学院大           | 神戸学院大     | 関西外国語大         | 甲南大               | 阪南大         | 摂南大       | 大阪工業大     | 桃山学院大     | 京都大       | 佛教大       | 京都教育大     | 大阪府立大   |
| 1992 | 関西大     | 大阪産業大 | 摂南大               | 神戸大               | 流通科学大           | 神戸学院大     | 関西学院大           | 佛教大               | 京都大         | 甲南大       | 関西外国語大   | 大阪工業大     | 阪南大       | 桃山学院大   | 大阪教育大     | 京都教育大   |
| 1993 | 流通科学大 | 関西学院大 | 天理大               | 大阪産業大           | 京都大               | 大阪学院大     | 大阪工業大           | 甲南大               | 摂南大         | 神戸学院大   | 佛教大         | 阪南大         | 関西外国語大 | 大阪外国語大 | 桃山学院大     | 神戸大       |
| 1994 | 関西大     | 大阪産業大 | 大阪経済大           | 天理大               | 甲南大               | 神戸学院大     | 京都大               | 大阪学院大           | 摂南大         | 龍谷大       | 桃山学院大     | 佛教大         | 大阪外国語大 | 阪南大       | 関西外国語大   | 大阪工業大   |
| 1995 | 天理大     | 大阪商業大 | 大阪経済大           | 関西学院大           | 甲南大               | 摂南大         | 神戸学院大           | 龍谷大               | 桃山学院大     | 京都大       | 大阪大         | 大阪学院大     | 阪南大       | 佛教大       | 関西外国語大   | 大阪外国語大 |
| 1996 | 龍谷大     | 摂南大     | 甲南大               | 神戸学院大           | 阪南大               | 大阪経済法科大 | 大阪教育大           | 関西外国語大         | 大阪学院大     | 大阪大       | 桃山学院大     | 神戸大         | 京都大       | 大阪市立大   | 佛教大         | 大阪外国語大 |
| 1997 | 甲南大     | 大阪体育大 | 大阪経済法科大       | 大阪工業大           | 大阪大               | 関西外国語大   | 関西大               | 神戸学院大           | 大阪教育大     | 神戸大       | 大阪学院大     | 大阪市立大     | 阪南大       | 京都大       | 桃山学院大     | 和歌山大     |
| 1998 | 大阪産業大 | 神戸大     | 大阪工業大           | 大阪経済法科大       | 大阪市立大           | 関西大         | 龍谷大               | 大阪教育大           | 大阪学院大     | 大阪府立大   | 京都大         | 阪南大         | 大阪大       | 関西外国語大 | 神戸学院大     | 佛教大       |
| 1999 | 大阪体育大 | 龍谷大     | 摂南大               | 大阪学院大           | 大阪工業大           | 大阪市立大     | 関西大               | 大阪教育大           | 京都大         | 関西外国語大 | 大阪経済法科大 | 阪南大         | 大阪大       | 大阪府立大   | 帝塚山大       | 大谷大       |
| 2000 | 大阪産業大 | 大阪学院大 | 摂南大               | 神戸大               | 関西大               | 神戸学院大     | 大阪市立大           | 京都大               | 関西外国語大   | 大阪教育大   | 大阪工業大     | 桃山学院大     | 大阪府立大   | 阪南大       | 大阪経済法科大 | 大阪大       |
| 2001 | 流通科学大 | 龍谷大     | 摂南大               | 関西大               | 京都大               | 神戸学院大     | 桃山学院大           | 大阪教育大           | 神戸大         | 大阪市立大   | 大阪府立大     | 阪南大         | 帝塚山大     | 大阪工業大   | 関西外国語大   | 追手門学院大 |
| 2002 | 大阪経済大 | 大阪体育大 | 摂南大               | 大阪教育大           | 関西大               | 大阪経済法科大 | 大阪工業大           | 大阪府立大           | 阪南大         | 神戸大       | 桃山学院大     | 大阪大         | 京都大       | 神戸学院大   | 帝塚山大       | 大阪市立大   |
| 2003 | 同志社大   | 関西大     | 大阪学院大           | 大阪経済法科大       | 大阪教育大           | 摂南大         | 大阪府立大           | 神戸大               | 京都大         | 阪南大       | 大阪工業大     | 帝塚山大       | 大阪大       | 和歌山大     | 神戸学院大     | 桃山学院大   |
| 2004 | 大阪学院大 | 流通科学大 | 摂南大               | 龍谷大               | 京都大               | 阪南大         | 神戸大               | 大阪経済法科大       | 大阪教育大     | 大阪府立大   | 大阪工業大     | 関西外国語大   | 佛教大       | 大阪大       | 帝塚山大       | 和歌山大     |
| 2005 | 同志社大   | 大阪経済大 | びわこ成蹊スポーツ大 | 龍谷大               | 摂南大               | 神戸大         | 京都大               | 大阪教育大           | 大阪経済法科大 | 阪南大       | 大阪府立大     | 大阪工業大     |              |              |                |              |
| 2006 | 神戸大     | 大阪経済大 | びわこ成蹊スポーツ大 | 流通科学大           | 関西外国語大         | 龍谷大         | 摂南大               | 大阪経済法科大       | 京都大         | 大阪教育大   | 阪南大         | 京都教育大     |              |              |                |              |
| 2007 | 同志社大   | 大阪経済大 | 流通科学大           | びわこ成蹊スポーツ大 | 大阪教育大           | 龍谷大         | 関西外国語大         | 京都大               | 大阪経済法科大 | 摂南大       | 阪南大         | 追手門学院大   |              |              |                |              |
| 2008 | 大阪商業大 | 流通科学大 | 大阪経済大           | 龍谷大               | 関西外国語大         | 京都大         | びわこ成蹊スポーツ大 | 神戸学院大           | 京都教育大     | 大阪教育大   | 摂南大         | 大阪経済法科大 |              |              |                |              |
| 2009 | 大阪体育大 | 近畿大     | 流通科学大           | 大阪学院大           | 甲南大               | 大阪経済大     | 龍谷大               | 神戸大               |                |              |                |                |              |              |                |              |
| 2010 | 近畿大     | 大阪学院大 | 大阪経済大           | 大阪体育大           | 流通科学大           | 甲南大         | 龍谷大               | 関西外国語大         |                |              |                |                |              |              |                |              |
| 2011 | 大阪学院大 | 大阪産業大 | 大阪経済大           | 大阪体育大           | 流通科学大           | 甲南大         | 関西外国語大         | 龍谷大               |                |              |                |                |              |              |                |              |
| 2012 | 大阪体育大 | 流通科学大 | 大阪経済大           | 甲南大               | びわこ成蹊スポーツ大 | 龍谷大         | 神戸大               | 大阪教育大           | 関西外国語大   | 神戸学院大   |                |                |              |              |                |              |
| 2013 | 関西大     | 大阪経済大 | 神戸大               | 甲南大               | 京都教育大           | 龍谷大         | 大阪商業大           | びわこ成蹊スポーツ大 | 大阪教育大     | 関西外国語大 |                |                |              |              |                |              |

### 3部リーグ(1999年〜)
| 年度 | 年度 | 優勝                 | 2位            | 3位                  | 4位                | 5位                  | 6位                | 7位                | 8位            | 9位            | 10位           | 11位               | 12位           | 13位               | 14位       | 15位         | 16位       |
| ---- | ---- | -------------------- | -------------- | -------------------- | ------------------ | -------------------- | ------------------ | ------------------ | -------------- | -------------- | -------------- | ------------------ | -------------- | ------------------ | ---------- | ------------ | ---------- |
| 1999 | 1999 | 神戸学院大           | 桃山学院大     | 追手門学院大         | 姫路獨協大         | 四天王寺国際仏教大   | 京都教育大         | 奈良教育大         | 奈良大         | 佛教大         | 滋賀大         | 和歌山大           | 神戸商科大     | 京都学園大         | 奈良産業大 | 甲子園大     | 姫路工業大 |
| 2000 | 2000 | 帝塚山大             | 追手門学院大   | 姫路獨協大           | 和歌山大           | 四天王寺国際仏教大   | 佛教大             | 滋賀大             | 京都教育大     | 奈良教育大     | 京都学園大     | 大谷大             | 花園大         | 奈良大             | 神戸商科大 | 奈良産業大   | 英知大     |
| 2001 | 2001 | 大阪大               | 大阪経済法科大 | 和歌山大             | 佛教大             | 姫路獨協大           | 奈良大             | 四天王寺国際仏教大 | 神戸商科大     | 大谷大         | 京都学園大     | 大阪外国語大       | 京都教育大     | 京都工芸繊維大     | 滋賀大     | 花園大       | 奈良教育大 |
| 2002 | 2002 | 和歌山大             | 関西外国語大   | 神戸商科大           | 京都学園大         | 佛教大               | 四天王寺国際仏教大 | 大阪外国語大       | 京都工芸繊維大 | 京都教育大     | 追手門学院大   | 姫路工業大         | 神戸商船大     | 大谷大             | 滋賀大     | 奈良大       | 姫路獨協大 |
| 2003 | 2003 | 関西外国語大         | 佛教大         | 姫路工業大           | 大阪市立大         | 追手門学院大         | 神戸商科大         | 京都工芸繊維大     | 大谷大         | 大阪芸術大     | 京都学園大     | 四天王寺国際仏教大 | 奈良大         | 京都教育大         | 滋賀大     | 大阪外国語大 | 神戸商船大 |
| 2004 | 2004 | びわこ成蹊スポーツ大 | 兵庫県立大姫路 | 兵庫県立大神戸       | 追手門学院大       | 京都工芸繊維大       | 大阪芸術大         | 京都教育大         | 大阪市立大     | 大谷大         | 滋賀大         | 京都精華大         | 神戸学院大     | 四天王寺国際仏教大 | 奈良大     | 京都学園大   | 桃山学院大 |
| 2005 | A    | 関西外国語大         | 京都教育大     | 京都工芸繊維大       | 兵庫県立大姫路     | 大阪大               | 佛教大             | 大阪芸術大         | 追手門学院大   | 帝塚山大       | 大阪国際大     | 和歌山大           | 兵庫県立大神戸 |                    |            |              |            |
| 2005 | B    | 大阪市立大           | 近畿福祉大     | 滋賀大教育学部       | 神戸学院大         | 京都精華大           | 桃山学院大         | 四天王寺国際仏教大 | 大谷大         | 奈良大         | 大阪外国語大   | 神戸市外国語大     | 京都学園大     |                    |            |              |            |
| 2006 | A    | 追手門学院大         | 大阪工業大     | 京都工芸繊維大       | 大阪大             | 帝塚山大             | 兵庫県立大姫路     | 大阪市立大         | 大阪国際大     | 佛教大         | 大阪府立大     | 大阪芸術大         | 近畿福祉大     |                    |            |              |            |
| 2006 | B    | 神戸学院大           | 桃山学院大     | 滋賀大教育学部       | 四天王寺国際仏教大 | 和歌山大             | 関西福祉科学大     | 大谷大             | 奈良大         | 兵庫県立大神戸 | 大阪外国語大   | 京都精華大         | 神戸市外国語大 |                    |            |              |            |
| 2007 | A    | 神戸学院大           | 京都教育大     | 大阪工業大           | 京都工芸繊維大     | 桃山学院大           | 大阪市立大         | 帝塚山大           | 大阪国際大     | 大阪大         | 大阪府立大     | 佛教大             | 兵庫県立大姫路 |                    |            |              |            |
| 2007 | B    | 滋賀大教育学部       | 和歌山大       | 近畿医療福祉大       | 四天王寺大         | 大阪大外国語学部     | 関西福祉科学大     | 大阪電気通信大     | 兵庫県立大神戸 | 京都府立大     | 大阪芸術大     | 奈良大             | 大谷大         |                    |            |              |            |
| 2008 | A    | 阪南大               | 大阪大         | 大阪工業大           | 大阪府立大         | 追手門学院大         | 桃山学院大         | 大阪市立大         | 滋賀大         | 大阪国際大     | 京都工芸繊維大 | 帝塚山大           | 和歌山大       |                    |            |              |            |
| 2008 | B    | 兵庫教育大           | 佛教大         | 四天王寺大           | 関西福祉科学大     | 兵庫県立大姫路       | 大阪大外国語学部   | 近畿医療福祉大     | 奈良教育大     | 兵庫県立大神戸 | 大阪芸術大     | 大阪電気通信大     | 京都府立大     |                    |            |              |            |
| 2009 | A    | 関西外国語大         | 阪南大         | 大阪教育大           | 神戸学院大         | びわこ成蹊スポーツ大 | 京都教育大         | 摂南大             | 京都大         |                |                |                    |                |                    |            |              |            |
| 2009 | B    | 大阪市立大           | 滋賀大教育学部 | 大阪経済法科大       | 大阪府立大         | 桃山学院大           | 大阪工業大         | 追手門学院大       | 大阪大         |                |                |                    |                |                    |            |              |            |
| 2010 | A    | びわこ成蹊スポーツ大 | 京都教育大     | 大阪教育大           | 摂南大             | 阪南大               | 神戸大             | 神戸学院大         | 大阪市立大     |                |                |                    |                |                    |            |              |            |
| 2010 | B    | 大阪工業大           | 滋賀大教育学部 | 大阪府立大           | 桃山学院大         | 大阪経済法科大       | 佛教大             | 京都大             | 追手門学院大   |                |                |                    |                |                    |            |              |            |
| 2011 | A    | 神戸学院大           | 大阪教育大     | びわこ成蹊スポーツ大 | 神戸大             | 京都教育大           | 阪南大             | 摂南大             | 大阪工業大     |                |                |                    |                |                    |            |              |            |
| 2011 | B    | 大阪府立大           | 佛教大         | 京都大               | 四天王寺大         | 大阪市立大           | 桃山学院大         | 大阪経済法科大     | 滋賀大教育学部 |                |                |                    |                |                    |            |              |            |
| 2012 | 2012 | 京都教育大           | 阪南大         | 四天王寺大           | 大阪府立大         | 京都大               | 佛教大             | 摂南大             | 大阪市立大     | 大阪大         | 大阪工業大     | 大阪経済法科大     | 桃山学院大     |                    |            |              |            |
| 2013 | 2013 | 神戸学院大           | 四天王寺大     | 京都大               | 摂南大             | 阪南大               | 大阪市立大         | 大阪大             | 和歌山大       | 佛教大         | 大阪府立大     | 太成学院大         | 大阪経済法科大 |                    |            |              |            |

### 4部リーグ(1999年〜)
| 年度 | 年度 | 優勝           | 2位                  | 3位            | 4位            | 5位            | 6位            | 7位            | 8位              | 9位            | 10位           | 11位           | 12位                 | 13位           | 14位           | 15位             | 16位           | 17位         | 18位           | 19位                 | 20位           | 21位         | 22位         | 23位         | 24位         |
| ---- | ---- | -------------- | -------------------- | -------------- | -------------- | -------------- | -------------- | -------------- | ---------------- | -------------- | -------------- | -------------- | -------------------- | -------------- | -------------- | ---------------- | -------------- | ------------ | -------------- | -------------------- | -------------- | ------------ | ------------ | ------------ | ------------ |
| 1999 | 1999 | 英知大         | 花園大               | 大阪外国語大   | 京都工芸繊維大 | 神戸商船大     | 京都府立大     | 神戸市外国語大 | 大阪国際大       | 兵庫教育大     | 大阪電気通信大 | 京都精華大     | 大阪府立工業専門学校 | 滋賀県立大     | 京都外国語大   | プール学院大     | 神戸芸術工科大 | 大阪芸術大   | 芦屋大         | 関西国際大           |                |              |              |              |              |
| 2000 | 2000 | 京都工芸繊維大 | 大阪外国語大         | 神戸商船大     | 甲子園大       | 姫路工業大     | 関西福祉大     | 大阪芸術大     | 神戸市外国語大   | プール学院大   | 京都精華大     | 大阪国際大     | 滋賀県立大           | 関西福祉科学大 | 兵庫教育大     | 大手前大         | 京都外国語大   | 京都府立大   | 大阪電気通信大 | 関西国際大           | 神戸芸術工科大 | 芦屋大       |              |              |              |
| 2001 | 2001 | 姫路工業大     | 神戸商船大           | 関西福祉科学大 | 大阪芸術大     | 大阪国際大     | 京都精華大     | 神戸市外国語大 | 関西福祉大       | 京都府立大     | 神戸芸術工科大 | 甲子園大       | 京都文教大           | 滋賀県立大     | 京都外国語大   | 大阪電気通信大   | 兵庫教育大     | 大手前大     | 近畿福祉大     | 大阪府立工業専門学校 | 奈良産業大     | プール学院大 | 英知大       |              |              |
| 2002 | 2002 | 大阪芸術大     | 奈良教育大           | 大阪国際大     | 京都精華大     | 神戸市外国語大 | 神戸芸術工科大 | 京都外国語大   | 大阪電気通信大   | 京都府立大     | 花園大         | 滋賀県立大     | 大手前大             | 関西福祉科学大 | 甲子園大       | 近畿福祉大       | 兵庫教育大     | 京都文教大   | 関西福祉大     | 兵庫大               | 芦屋大         | 関西国際大   | プール学院大 | 英知大       | 相愛大       |
| 2003 | 2003 | 京都精華大     | びわこ成蹊スポーツ大 | 奈良教育大     | 大阪国際大     | 京都外国語大   | 関西福祉科学大 | 近畿福祉大     | 大阪電気通信大   | 花園大         | 神戸芸術工科大 | 京都府立大     | 姫路獨協大           | 滋賀県立大     | 神戸市外国語大 | 兵庫大           | 京都文教大     | 兵庫教育大   | 芦屋大         | 奈良産業大           | 相愛大         | 甲子園大     | 関西福祉大   | 関西国際大   |              |
| 2004 | 2004 | 大阪国際大     | 近畿福祉大           | 神戸市外国語大 | 大阪外国語大   | 京都府立大     | 奈良教育大     | 京都外国語大   | 関西福祉科学大   | 京都文教大     | 大阪電気通信大 | 花園大         | 滋賀県立大           | 兵庫教育大     | 兵庫大         | 神戸大海事科学部 | 甲子園大       | 姫路獨協大   | 芦屋大         | 神戸芸術工科大       | 奈良産業大     | 関西福祉大   | 相愛大       | 英知大       |              |
| 2005 | 2005 | 関西福祉科学大 | 大阪電気通信大       | 奈良教育大     | 兵庫教育大     | 花園大         | 京都府立大     | 神戸国際大     | 芦屋大           | 京都外国語大   | 滋賀県立大     | 京都文教大     | 神戸芸術工科大       | 関西国際大     | 長浜バイオ大   | 大阪成蹊大       | 関西福祉大     | 帝塚山学院大 | 甲子園大       | 神戸大海事科学部     | 姫路獨協大     | 相愛大       | 種智院大     |              |              |
| 2006 | 2006 | 大阪電気通信大 | 京都府立大           | 羽衣国際大     | 神戸芸術工科大 | 花園大         | 奈良教育大     | 兵庫教育大     | 神戸国際大       | 芦屋大         | 大阪人間科学大 | 姫路獨協大     | 京都外国語大         | 京都文教大     | 太成学院大     | 大阪成蹊大       | 京都学園大     | 関西国際大   | 滋賀県立大     | 帝塚山学院大         | プール学院大   | 関西福祉大   | 相愛大       | 大手前大     | 長浜バイオ大 |
| 2007 | 2007 | 兵庫教育大     | 奈良教育大           | 大阪大谷大     | 京都精華大     | 姫路獨協大     | 関西国際大     | 太成学院大     | 芦屋大           | 花園大         | 羽衣国際大     | 関西福祉大     | 京都文教大           | 神戸芸術工科大 | 神戸市外国語大 | 滋賀県立大       | 京都学園大     | 京都外国語大 | 大阪人間科学大 | 相愛大               | 京都橘大       | 神戸国際大   | 大手前大     | 長浜バイオ大 |              |
| 2008 | A    | 奈良大         | 太成学院大           | 関西福祉大     | 大阪大谷大     | 京都文教大     | 姫路獨協大     | 京都精華大     | 関西国際大       | 花園大         | 大谷大         | 芦屋大         |                      |                |                |                  |                |              |                |                      |                |              |              |              |              |
| 2008 | B    | 大阪人間科学大 | 神戸市外国語大       | 帝塚山学院大   | 京都橘大       | 滋賀県立大     | 神戸芸術工芸大 | 京都学園大     | 京都外国語大     | 相愛大         | 神戸国際大     | 兵庫大         | プール学院大         |                |                |                  |                |              |                |                      |                |              |              |              |              |
| 2009 | A    | 佛教大         | 関西福祉科学大       | 四天王寺大     | 兵庫教育大     | 和歌山大       | 兵庫県立大姫路 | 帝塚山大       | 京都工芸繊維大   |                |                |                |                      |                |                |                  |                |              |                |                      |                |              |              |              |              |
| 2009 | B    | 近畿医療福祉大 | 兵庫県立大神戸       | 奈良教育大     | 奈良大         | 大阪電気通信大 | 京都府立大     | 大阪芸術大     | 大阪大外国語学部 |                |                |                |                      |                |                |                  |                |              |                |                      |                |              |              |              |              |
| 2010 | A    | 四天王寺大     | 大阪大               | 和歌山大       | 近畿医療福祉大 | 関西福祉科学大 | 兵庫県立大姫路 | 兵庫教育大     | 帝塚山大         |                |                |                |                      |                |                |                  |                |              |                |                      |                |              |              |              |              |
| 2010 | B    | 太成学院大     | 奈良教育大           | 大阪大谷大     | 大阪電気通信大 | 奈良大         | 兵庫県立大神戸 | 京都府立大     |                  |                |                |                |                      |                |                |                  |                |              |                |                      |                |              |              |              |              |
| 2011 | A    | 大阪大         | 和歌山大             | 太成学院大     | 追手門学院大   | 奈良教育大     | 兵庫県立大姫路 | 関西福祉科学大 | 近畿医療福祉大   |                |                |                |                      |                |                |                  |                |              |                |                      |                |              |              |              |              |
| 2011 | B    | 京都府立大     | 大阪電気通信大       | 大阪大谷大     | 兵庫県立大神戸 | 帝塚山大       | 京都精華大     | 兵庫教育大     | 奈良大           |                |                |                |                      |                |                |                  |                |              |                |                      |                |              |              |              |              |
| 2012 | 2012 | 和歌山大       | 京都府立大           | 太成学院大     | 奈良教育大     | 兵庫県立大神戸 | 大阪大谷大     | 追手門学院大   | 関西福祉科学大   | 滋賀大教育学部 | 大阪電気通信大 | 兵庫県立大姫路 | 近畿医療福祉大       |                |                |                  |                |              |                |                      |                |              |              |              |              |
| 2013 | 2013 | 京都橘大       | 京都府立大           | 桃山学院大     | 大阪工業大     | 神戸市外国語大 | 大阪大谷大     | 奈良教育大     | 兵庫県立大神戸   | 滋賀大教育学部 | 追手門学院大   | 関西福祉科学大 | 京都精華大           |                |                |                  |                |              |                |                      |                |              |              |              |              |

### 5部リーグ(2009年〜)
| 年度 | 年度 | 優勝           | 2位            | 3位        | 4位              | 5位              | 6位              | 7位            | 8位              | 9位            | 10位       | 11位       | 12位           |
| ---- | ---- | -------------- | -------------- | ---------- | ---------------- | ---------------- | ---------------- | -------------- | ---------------- | -------------- | ---------- | ---------- | -------------- |
| 2009 | A    | 大阪大谷大     | 太成学院大     | 京都文教大 | 京都精華大       | 花園大           | 姫路獨協大       | 関西福祉大     | 関西国際大       |                |            |            |                |
| 2009 | B    | 京都学園大     | 神戸市外国語大 | 京都橘大   | 大阪人間科学大   | 神戸芸術工科大   | 大谷大           | 滋賀県立大     | 芦屋大           |                |            |            |                |
| 2010 | A    | 京都精華大     | 京都学園大     | 京都文教大 | 神戸市外国語大   | 姫路獨協大       | 大阪大外国語学部 | 大阪芸術大     | 花園大           |                |            |            |                |
| 2010 | B    | 京都橘大       | 関西福祉大     | 滋賀県立大 | 大阪人間科学大   | 大谷大           | 関西国際大       | 神戸芸術工科大 |                  |                |            |            |                |
| 2011 | A    | 京都橘大       | 神戸市外国語大 | 京都学園大 | 大阪大外国語学部 | 大阪芸術大       | 花園大           | 京都文教大     | 京都工芸繊維大   |                |            |            |                |
| 2011 | B    | 大阪人間科学大 | 滋賀県立大     | 神戸国際大 | 関西国際大       | 相愛大           | 大谷大           | 関西福祉大     | 神戸芸術工科大   |                |            |            |                |
| 2012 | 2012 | 京都橘大       | 神戸市外国語大 | 京都精華大 | 兵庫教育大       | 大阪大外国語学部 | 奈良大           | 帝塚山大       | 京都学園大       | 花園大         | 大阪芸術大 | 京都文教大 | 大阪人間科学大 |
| 2013 | 2013 | 芦屋大         | 滋賀県立大     | 帝塚山大   | 大阪電気通信大   | 京都外国語大     | 奈良大           | 兵庫教育大     | 大阪大外国語学部 | 兵庫県立大姫路 | 花園大     | 京都学園大 |                |

### 6部リーグ(2009年〜)
| 年度 | 優勝           | 2位          | 3位          | 4位          | 5位            | 6位            | 7位            | 8位            | 9位        | 10位       | 11位           | 12位         | 13位       | 14位       |
| ---- | -------------- | ------------ | ------------ | ------------ | -------------- | -------------- | -------------- | -------------- | ---------- | ---------- | -------------- | ------------ | ---------- | ---------- |
| 2009 | 羽衣国際大     | 相愛大       | 京都外国語大 | 兵庫大       | 神戸国際大     | 大阪国際大     |                |                |            |            |                |              |            |            |
| 2010 | 相愛大         | 神戸国際大   | 京都外国語大 | 芦屋大       | 大阪成蹊短期大 | 大阪成蹊大     |                |                |            |            |                |              |            |            |
| 2011 | 芦屋大         | 大阪国際大   | 近大姫路大   | 京都外国語大 | 大阪成蹊大     | 兵庫大         | 羽衣国際大     |                |            |            |                |              |            |            |
| 2012 | 芦屋大         | 京都外国語大 | 滋賀県立大   | 関西国際大   | 近大姫路大     | 京都工芸繊維大 | 神戸芸術工科大 | 大谷大         | 相愛大     | 神戸国際大 | 関西福祉大     | 森ノ宮医療大 |            |            |
| 2013 | 京都工芸繊維大 | 近大姫路大   | 森ノ宮医療大 | 神戸国際大   | プール学院大   | 大谷大         | 大阪芸術大     | 大阪人間科学大 | 関西国際大 | 京都文教大 | 神戸芸術工科大 | 相愛大       | 関西福祉大 | 大阪成蹊大 |